# Homoíne
Homoíne é uma vila moçambicana, sede do distrito do mesmo nome (província de Inhambane).
De acordo com o censo da população de 2007, a vila tinha um pouco mais de 24 mil habitantes.

## Etimologia
O nome Homoíne é uma corrupção portuguesa de Honwini, palavra que significa “terra de gado” na língua xítsua local, uma referência à principal riqueza da região, o gado bovino.

## História
A povoação deriva da ocupação colonial da região que se iniciou em 1907, quando o posto militar de Honowine foi estabelecido em Cumbula a 7 km da actual vila. Um posto administrativo civil foi criado em Muhovane, mas este foi transferido para Manhica devido a problemas de abastecimento de água. Ainda hoje a vila é conhecida pelo nome de Manhica. Desde 1927 que a povoação era sede de uma circunscrição, que foi transformada em concelho em 18 de Abril de 1964, sendo elevada à categoria de vila.
Homoine foi profundamente marcada pela Guerra Civil Moçambicana, em particular pelo massacre que ocorreu em 18 de Julho de  1987, em que mas de 350 civis foram mortos, alegadamente por forças da Renamo. No entanto, as actividades bélicas tinham começado em 1982 quando se registaram os primeiros ataques.

## Infraestruturas
Apesar da destruição causada pela guerra, tem havido reconstrução de infraestruturas ou construção de novas. Assim, a vila passou a ter um sistema de fornecimento de água a partir de 2018 e a estrada ligando à vizinha vila de Panda foi asfaltada em 2020.

## Ligação externa
Homoíne no Google Maps